# Immetalia buruana
Immetalia buruana là một loài bướm đêm trong họ Noctuidae.